# Super League 1996
La Super League de 1996 fue la 102.ª temporada del rugby league de Inglaterra y la primera edición con la denominación de Super League, es el torneo de rugby league más importante de Inglaterra.

## Formato
Los equipos se enfrentaron en formato de todos contra todos en condición de local y de visitante, el equipo que terminó en la primera posición al finalizar el torneo se coronó campeón, mientras que el último  desciende a segunda división.
Se otorgaron 2 puntos por cada victoria, 1 por el empate y 0 por la derrota.

## Desarrollo

### Tabla de posiciones
| Pos. | Equipo              | Encuentros | Encuentros | Encuentros | Encuentros | Tantos | Tantos | Tantos | Puntos |
| Pos. | Equipo              | PJ         | PG         | PE         | PP         | F      | C      | Dif.   | Puntos |
| ---- | ------------------- | ---------- | ---------- | ---------- | ---------- | ------ | ------ | ------ | ------ |
| 1    | St. Helens          | 22         | 20         | 0          | 2          | 950    | 455    | +495   | 40     |
| 2    | Wigan               | 22         | 19         | 1          | 2          | 902    | 326    | +576   | 39     |
| 3    | Bradford Bulls      | 22         | 17         | 0          | 5          | 767    | 409    | +358   | 34     |
| 4    | London Broncos      | 22         | 12         | 1          | 9          | 611    | 462    | +149   | 25     |
| 5    | Warrington Wolves   | 22         | 12         | 0          | 10         | 569    | 565    | +4     | 24     |
| 6    | Halifax Blue Sox    | 22         | 10         | 1          | 11         | 667    | 576    | +91    | 21     |
| 7    | Sheffield Eagles    | 22         | 10         | 0          | 12         | 599    | 730    | -131   | 20     |
| 8    | Oldham Bears        | 22         | 9          | 1          | 12         | 473    | 681    | -208   | 19     |
| 9    | Castleford Tigers   | 22         | 9          | 0          | 13         | 548    | 599    | -51    | 18     |
| 10   | Leeds               | 22         | 6          | 0          | 16         | 555    | 745    | -190   | 12     |
| 11   | Paris Saint-Germain | 22         | 3          | 1          | 18         | 398    | 795    | -397   | 7      |
| 12   | Workington Town     | 22         | 2          | 1          | 19         | 325    | 1021   | -696   | 5      |

|  | Campeón.                      |
|  | Desciende a segunda división. |

| Bandera de Inglaterra |
| Campeón St. Helens    |
| Octavo título         |